# Vụ sát hại Thái Thiên Phượng
Vụ sát hại Thái Thiên Phượng là một vụ trọng án giết người xảy ra vào ngày 21 tháng 2 năm 2023 tại Hồng Kông. Nạn nhân là Thái Thiên Phượng (chữ Hán: 蔡天鳳, tiếng Anh: Abby Choi), một người mẫu 28 tuổi. Cô được thông báo mất tích ngày 21 tháng 2 và thi thể được tìm thấy vào ngày 25 tháng 2 năm 2023.

## Nạn nhân

### Tiểu sử
Thái Thiên Phượng là một người mẫu, người nổi tiếng trên mạng, sinh ngày 15 tháng 7 năm 1994 tại Hồng Kông, quê tại Văn Xương, Hải Nam. Cô là chị cả trong gia đình có hai chị em. Mẹ cô cũng là Trương Yến Hoa (張燕花) một người có tiếng trên mạng xã hội tại đại lục với biệt danh "Chị Năm", bố là một doanh nhân tại đại lục.

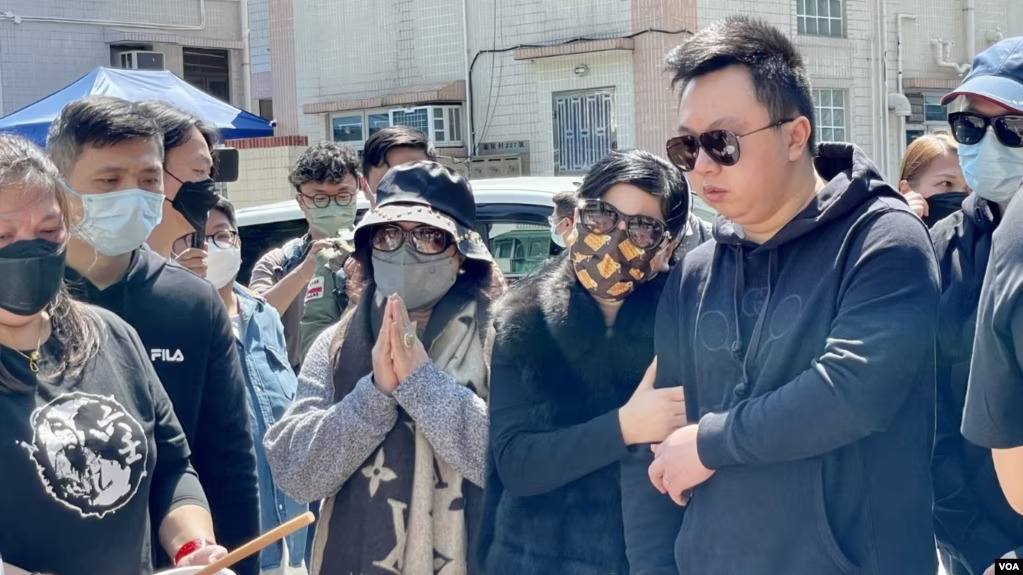
Từ phải sang: Chris (chồng hiện tại của Thái Thiên Phượng); Trương Yến Hoa (mẹ đẻ Thái Thiên Phượng); và Đàm phu nhân (mẹ đẻ Chris) cùng 10 thân, bạn bè khác

Thiên Phượng kết hôn với Quảng Cảnh Trí năm cô 18 tuổi, họ sinh được một trai, một gái và ly hôn sau 3 năm chung sống. Năm 2016, Thiên Phượng lấy Chris Tam (Chris Đàm) và có một con trai, một con gái mặc dù họ chưa đăng ký kết hôn chính thức.

### An táng
Gia đình của Thái Thiên Phượng sẽ đặt quan tài vào ngày 18 tháng 6 năm 2023 tại Đài tưởng niệm Đại Vi Bảo Phúc, lễ tang sẽ được tổ chức vào ngày hôm sau và quan tài sẽ được gửi đến Thiền viện Bảo Liên tại Đại Nhĩ Sơn để hỏa táng. Hài cốt sẽ được định hình lại bằng công nghệ in 3D.

## Tình tiết vụ án
Ngày 21/2, hình ảnh trích ra từ camera cho thấy Thái Thiên Phượng đi đón con gái, cô lên chiếc ô tô 7 chỗ do Anthony Quảng Cảng Kiệt - anh trai chồng cũ điều khiển. Lần cuối xuất hiện cô mặc đồ màu trắng, xách theo túi hiệu và đồ đạc.
Xe chạy đến con đường trước lối vào đường hầm Lion Rock và dừng lại chờ Alex Quảng Cảng Trí - chồng cũ. Thái Thiên Phượng xảy ra tranh cãi với chồng cũ, bị đánh ngất, sau đó, được đưa về căn nhà ở thôn Long Vĩ. Tối cùng ngày gia đình chồng hiện tại của Thái Thiên Phượng báo cảnh sát việc cô mất tích.
Tại Long Vĩ, các nhân chứng cho biết nghe thấy tiếng cãi cọ trong hơn một tiếng đồng hồ. Anh trai chồng cũ rời khỏi hiện trường và lái về chiếc xe 7 chỗ khác.
Từ trích xuất camera cho thấy người đàn ông này cầm theo chiếc thùng lớn, nghi chứa thi thể nạn nhân và mang đến để vào cốp xe rời khỏi hiện trường.

## Điều tra
Sau khi thẩm vấn gia đình chồng cũ của nạn nhân, chiều ngày 24 tháng 2, cảnh sát đến điều tra nhà của gia đình này và phát hiện chân, cánh tay người trong tủ lạnh, các phần thân, bàn tay và đầu của cô đang bị phi tang cùng hai nồi canh lớn. Trong nhà còn tìm thấy máy thái thịt, máy cưa, áo mưa dài, găng  tay, khẩu trang... được cho là các công cụ phi tang xác.
Ngày 25 tháng 2, cảnh sát nghi ngờ phần đầu và một số bộ phận bị vứt bỏ ở Tướng Quân Áo, một lực lượng lớn được huy động tìm kiếm trong đường kính 200-300m, cả trên đồi lẫn dưới nước. Chiều cùng ngày, Quảng Cảng Trí bị bắt khi đang bỏ trốn.
Ngày 26 tháng 2, cảnh sát cho biết, hai nghi phạm Quảng Cảng Kiệt (31 tuổi) và Quảng Cầu (65 tuổi) bị buộc tội giết người, Jenny Lý Thụy Hương (63 tuổi) bị buộc tội danh cản trở người thi hành công vụ. Vụ việc được đưa ra Tòa sơ thẩm thành phố Cửu Long vào sáng 27/2.
Ngày 26 tháng 2, báo HK01 đưa tin cảnh sát Hong Kong đã tìm được phần đầu của người mẫu Thiên Phượng trong nồi canh trước đó bị cảnh sát Hong Kong thu giữ. Phần đầu có nhiều vết tổn thương và bị dập nát. Các phần thi thể còn lại rất khó tìm kiếm vì đã bị nấu chín và vứt bỏ rải rác ở nhiều nơi có địa hình phức tạp. Khuya cùng ngày, cảnh sát bắt thêm Ngũ Trí Vinh (伍志榮) - người tình của Quảng Cầu - với tội danh che giấu Quảng Cảnh Trí.
Theo điều tra ban đầu, nạn nhân và gia đình chồng cũ mâu thuẫn tiền bạc, tranh chấp số tiền hơn 10 triệu HKD (hơn 30 tỷ VNĐ). Cảnh sát bắt giữ cha mẹ và anh trai của chồng cũ Thái Thiên Phượng. Thiên Phượng mua cho gia đình chồng cũ một căn nhà và để gia đình họ đứng tên. Đến năm 2022, cô có ý bán đi và đền bù một nơi khác cho họ. Quảng Cầu không đồng ý và doạ giết cô, vì Thiên Phượng và chồng hiện tại không đăng ký kết hôn, nên nếu cô mất, toàn bộ tài sản sẽ được chồng cũ và con cái cô thừa kế.
Ngày 2 tháng 3 năm 2023, cảnh sát Hồng Kông bắt thêm Lâm Thuấn (林舜) tại khu vực Thượng Hoàn, người này là nhân viên của một công ty cho du thuyền, bạn của Quảng Cảng Trí. Cảnh sát cũng cho biết đã kết thúc quá trình tìm kiếm thi thể tại các bãi rác vì không tìm thêm được các manh mối. Lâm Thuấn nhận 300.000HKD của Cảng Trí để hỗ trợ hắn lẩn trốn.
Ngày 6 tháng 3 năm 2023, cảnh sát Hồng Kông bắt thêm Phan Xảo Hiền (潘巧賢), là bạn của Quảng Cảng Trí khi cô ta đang trên đường  bỏ trốn từ Hồng Kông sang đại lục.  Phan Xảo Hiền bị cáo buộc liên hệ với Lâm Thuấn tìm cách đưa Cảng Trí lẩn trốn, Hiền là con gái trùm xã hội đen Phan Loan Bân (潘鑾彬).

## Nghi phạm
Trang báo HK01 cho biết thêm gia đình chồng cũ của Thái Thiên Phượng sống nhờ vào sự giúp đỡ của cô suốt 10 năm qua. Cả gia đình đều từng vướng bê bối. Trong đó, cha chồng vốn là cảnh sát nhưng vướng nghi án hiếp dâm nên đã bị cho nghỉ hưu sớm.
Chồng cũ từng bị truy tố vì lừa tiền 4 người đồng tính, nợ 5 triệu HKD, bị bắt giữ sau đó bỏ trốn. Nữ người mẫu phải trả nợ thay chồng. Anh trai chồng cũ bị ngân hàng kiện vì thiếu nợ, mẹ chồng cũng bị tòa ban lệnh phá sản. Trước đó, Thái Thiên Phượng để anh trai chồng cũ lái xe cho mình nhằm tạo công việc cho anh.

## Xét xử

### Sơ thẩm ngày 27 tháng 2 năm 2023
Tòa án thành phố Cửu Long đã đưa vụ án ra xét xử sơ thẩm, theo đó quá trình xét xử vụ án được hoãn đến ngày 8 tháng 5 năm 2023 để cơ quan điều tra thu thập thêm bằng chứng:
- Alex Quảng Cảng Trí: vắng mặt tại tòa, Trí liên quan đến 7 vụ lừa đảo và các vụ án này được xử trong một phiên tòa diễn ra ngày 28 tháng 2 năm 2023.
- Quảng Cầu và Anthony Quảng Cảng Kiệt không có đơn xin tại ngoại.
- Lý Thụy Hương có đơn xin tại ngoại nhưng bị bác bỏ
- Ngũ Trí Vinh (biệt danh: Dung Dung), được tại ngoại và phải trình diện cảnh sát vào cuối tháng 3

### Sơ thẩm ngày 6 tháng 3 năm 2023
- Lâm Thuấn (tên tiếng Anh: Henry) được tại ngoại với số tiền báo lãnh 50.000HKD, bị cấm rời khỏi Hồng Kông và phải trình diện cảnh sát mỗi tuần 2 lần.[24]

### Sơ thẩm ngày 8 tháng 3 năm 2023
- Phan Xảo Hiền (tên tiếng Anh: Irene), được tại ngoại với số tiền bảo lãnh 50.000 HKD. Bị tước các giấy tờ tùy thân, cấm rời khỏi Hồng Kông và phải trình diện cảnh sát mỗi tuần 2 lần.[25]

### Phiên xét xử ngày 8 tháng 5
- Bên điều tra thông báo tìm thấy DNA của Thái Thiên Phượng trên một chiếc áo lấy từ hiện trường[26]
- Phán xét Quảng Cảng Trí được hoãn đến 18 tháng 7[27][28]
- Phán xét các nghi phạm còn lại được hoãn đến 31 tháng 7[28]

## Phản ứng
Trên mạng xã hội, có người đăng tải ảnh chụp cận mặt Quảng Cảnh Trí và treo thưởng 2 triệu HKD (hơn 6 tỉ VNĐ) cho ai bắt được người này. Một người bạn thân khác của Thiên Phượng cũng tuyên bố sẵn sàng thưởng thêm 1 triệu HKD (khoảng 3 tỉ VNĐ) nếu tìm được tung tích của Cảnh Trí.
Ngày 6 tháng 3, Trương Yến Hoa -mẹ của người mẫu Thái Thiên Phượng- đã đệ đơn yêu cầu tòa án cấp cao Hồng Kong ban hành lệnh cấm chuyển nhượng, mua bán căn hộ cao cấp tại khu Kadoorie Hill đối với Quảng Cầu. Bà cũng lên kế hoạch giành quyền nuôi các cháu ngoại họ Quảng.